# Gögerlburg

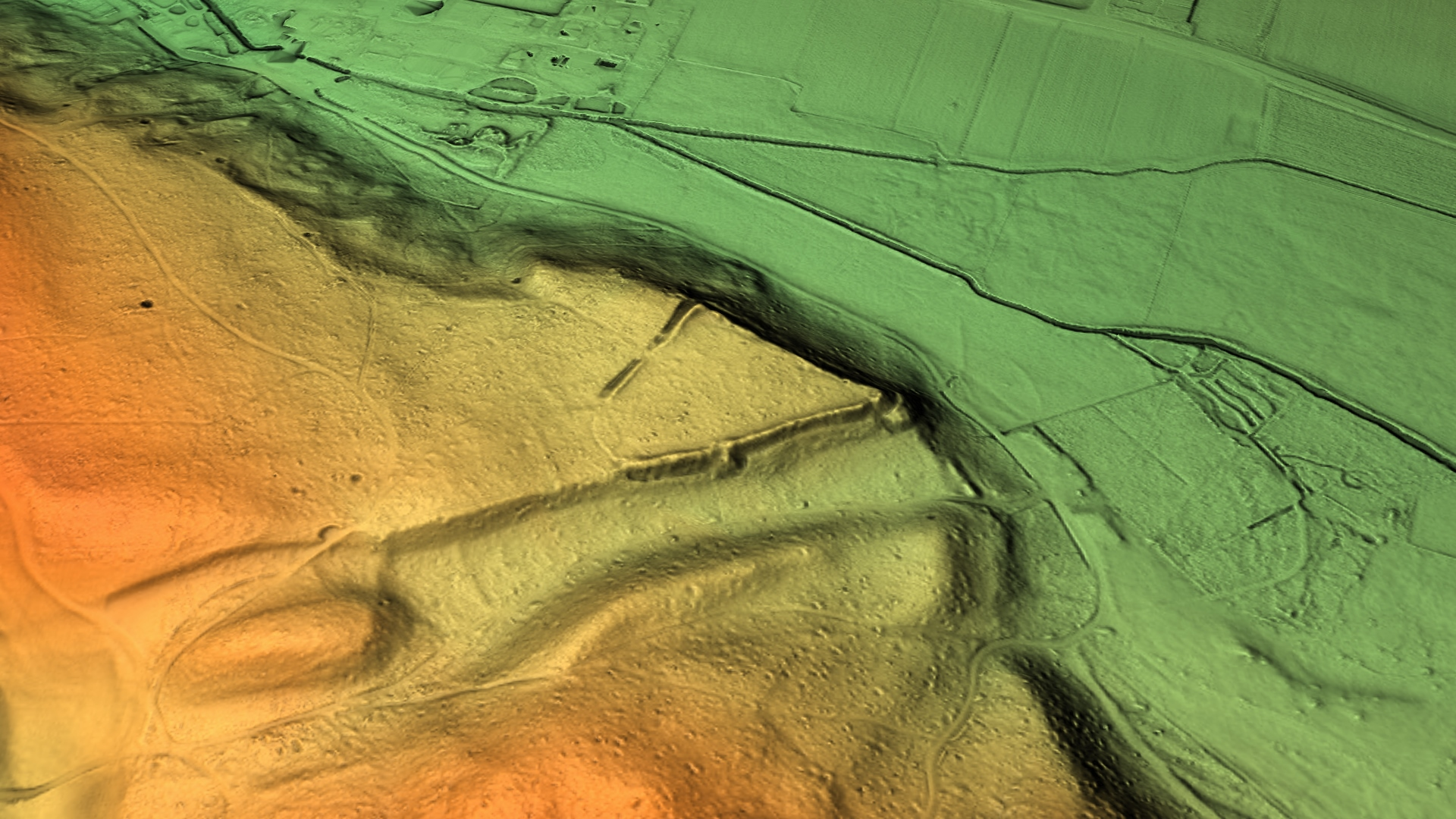
3D-Ansicht des digitalen Geländemodells

Der im Volksmund Gögerlburg genannte Burgstall ist neben dem Hechenbergwall die zweite ehemalige Befestigung auf dem Hechenberg bei Weilheim in Oberbayern. Sie liegt weniger prominent am schattigen Nordosthang und ist etwas größer als die Anlage am Nordostsporn. Beide Befestigungen stammen aus dem Früh- und Hochmittelalter, die Gögerlburg ist die jüngere der beiden. 

## Geschichte
Über Funktion und Alter der Gögerlburg existieren keine gesicherten Erkenntnisse. Im 18. und 19. Jahrhundert ordnete man sie den Adeligen von Deutenhausen zu, die nachweislich zwischen 1083 und 1224 dort gelebt haben. Tatsächlich könnte es auf Grund der versteckten Lage eine Fluchtburg gewesen sein. Wie auch bei dem älteren Hechenbergwall weisen Funde von behauenen Tuffsteinen auf eine ehemalige Mauerbefestigung hin. Diese wurde später abgetragen, um die Steine woanders zu verwenden.

## Beschreibung

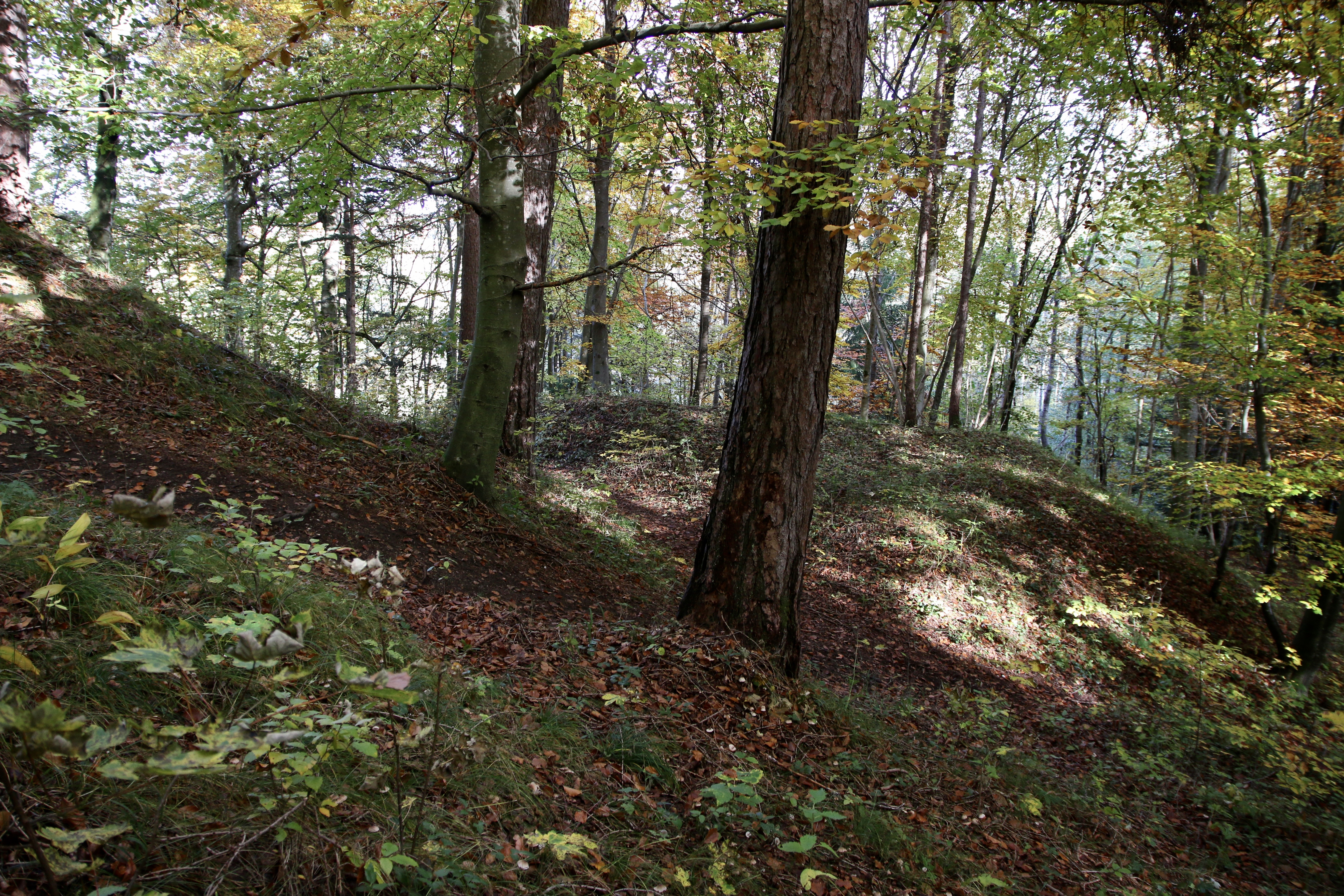
Die kleine vorgelagerte Kuppe der ehemaligen Gögerlburg

Die ehemalige Befestigungsanlage ist noch auf drei Seiten vollständig sichtbar. Der Wall ist auf der Südostseite am besten erhalten, hier befand sich vermutlich der Eingang, der vom Trockental in die Burg führte. Am Osteck findet sich eine deutlich sichtbare Kuppe, die der Burg vorgelagert ist. Über die Funktion die Aufschüttung ist nichts bekannt. Es folgt die Seite im Nordosten, dort war der Hang so steil, dass man streckenweise auf einen Wall verzichtet hat. 

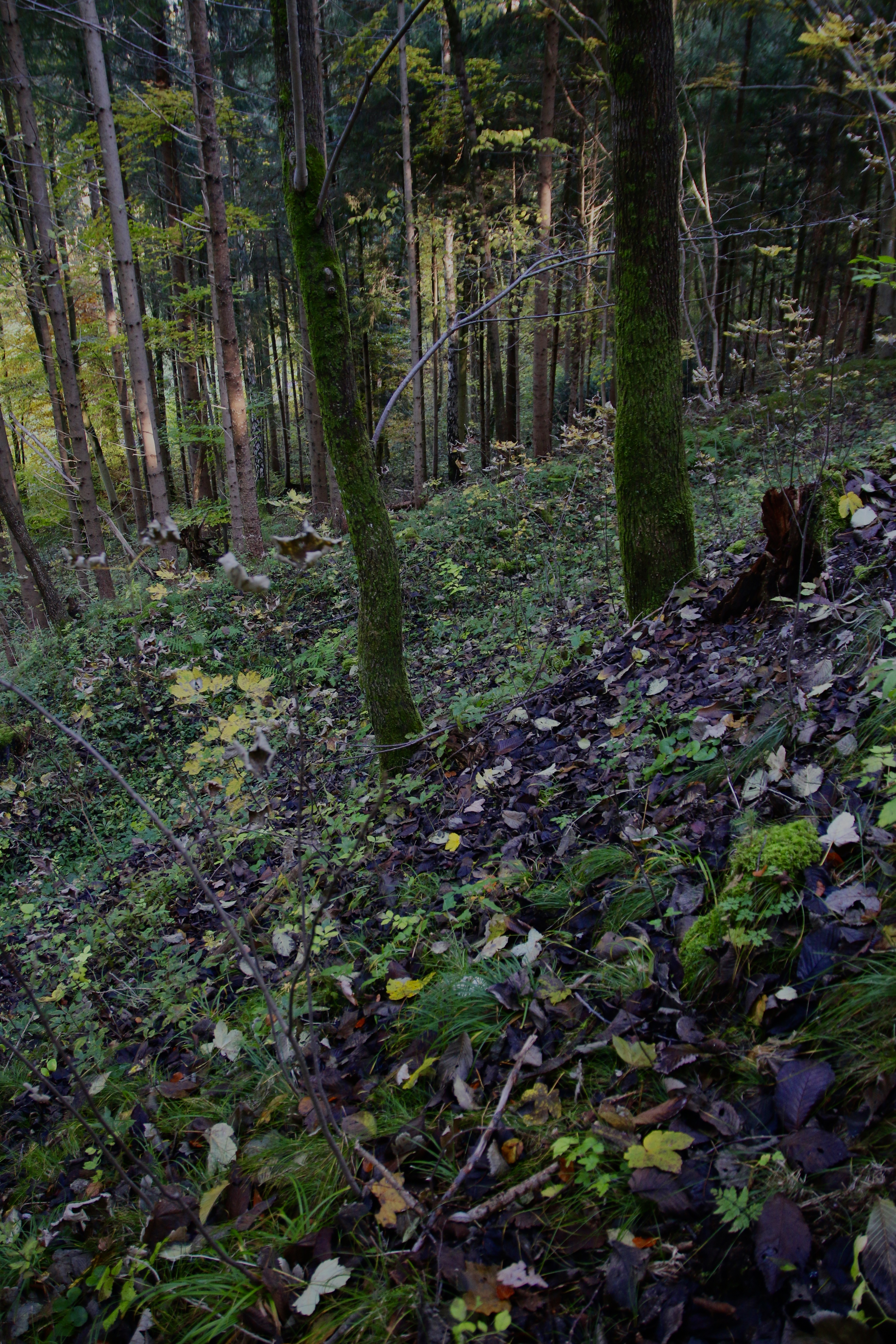
Die nordöstliche Berme der Gögerlburg

Diese beiden Seiten sind mit einer sogenannten Berme stabilisiert, einer künstlichen Stufe in der Böschung, die den Druck von dem niedrigsten Punkt der Böschung nimmt. 
Im Südwesten wird der Wall schließlich zum Hang hin immer flacher, bis er sich verliert. Es wird vermutet, dass man hier die ehemalige Burg nach ihrem Verfall eingeebnet hat, um die Fläche landwirtschaftlich zu nutzen.
Heute ist die Gögerlburg vom Bayerischen Landesamt für Denkmalpflege als Bodendenkmal D-1-8132-0059 mit der Bezeichnung „Abschnittsbefestigung des frühen oder hohen Mittelalters ("Hechenberg")“ erfasst.